# Sistema Estratégico de Transporte Público de Pasto

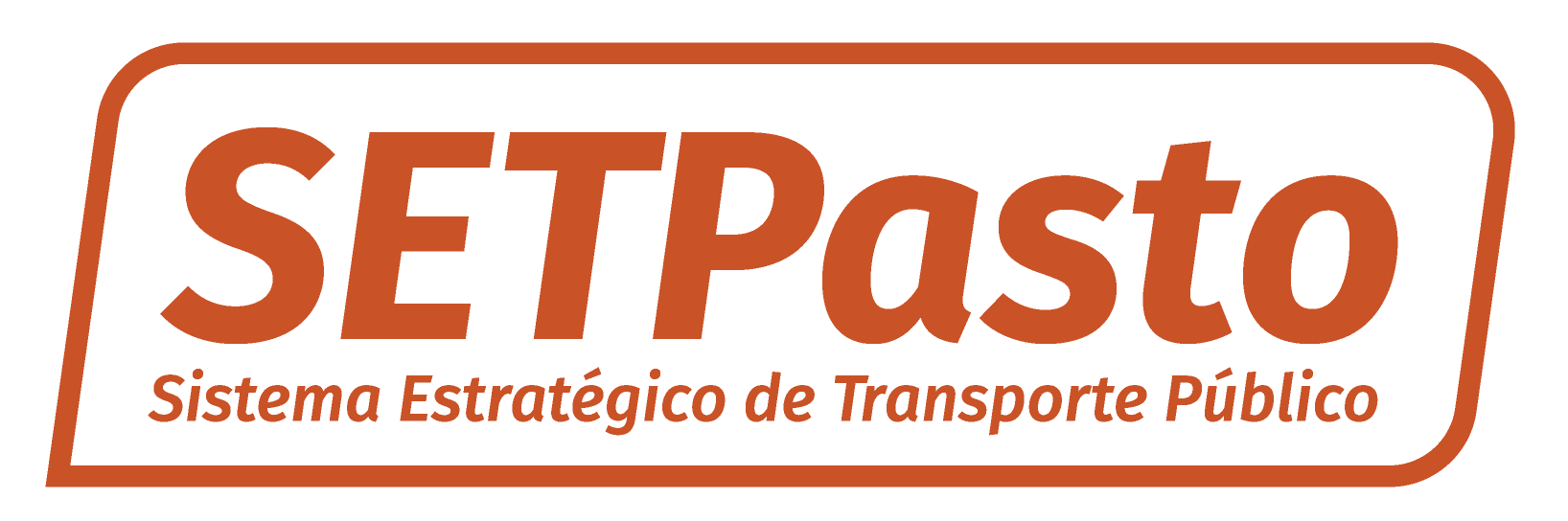
Logo

Das Sistema Estratégico de Transporte Público de Pasto (SETPasto) ist das Bussystem der kolumbianischen Stadt Pasto. 
Das System SETPasto wurde im Januar 2022 in Betrieb genommen. Kofinanziert wird das SETPasto durch den Staat Kolumbien und die Gemeinde Pasto; verwaltet wird es von der AVANTE SETP, einer dezentralen Organisation der Stadtverwaltung von Pasto.
Das SETPasto hat derzeit (Stand Oktober 2022) 20 Buslinien in Pasto mit 759 Bushaltestellen. Die längste Linie ist die C5 von Puente Tabla bis Briceño: Sie umfasst 18 km und hat 65 Haltestellen. Die kürzeste Linie ist die C2 von La Paz bis Altavista: Sie fährt 7 km mit 31 Haltestellen.

## Galerie

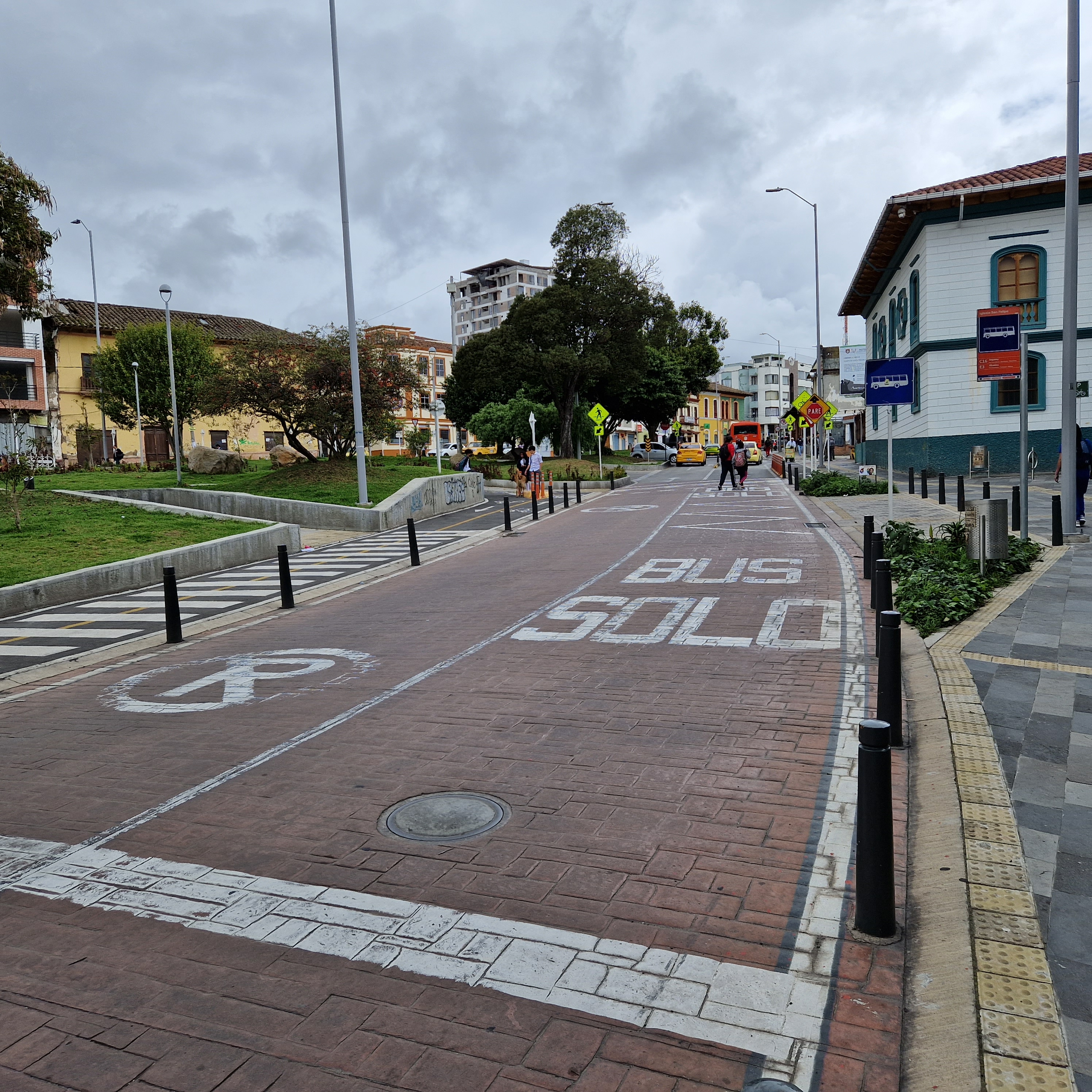
Fahrspur vor der Kirche San Felipe
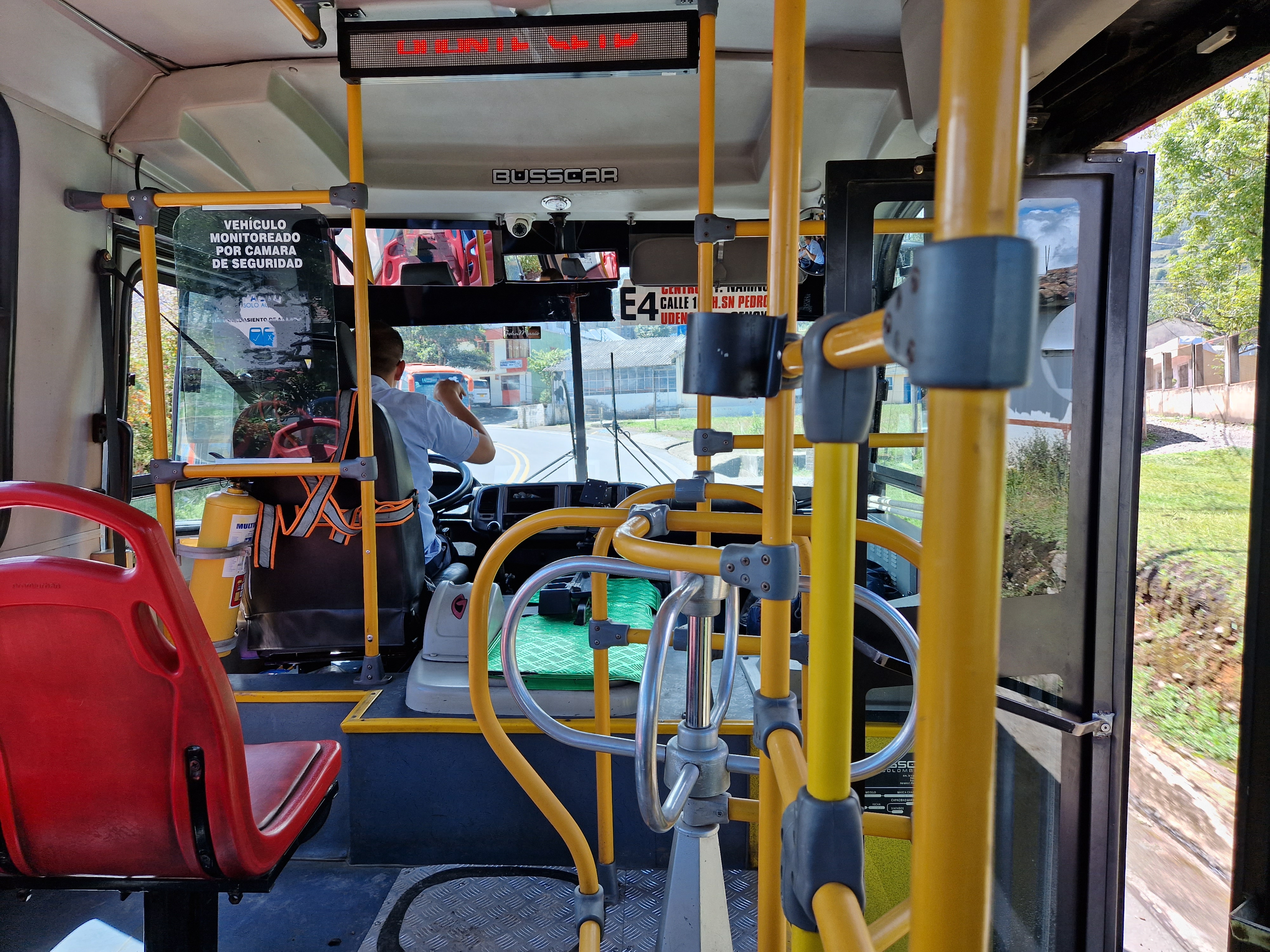
Busscar der Linie E4 mit Drehkreuz
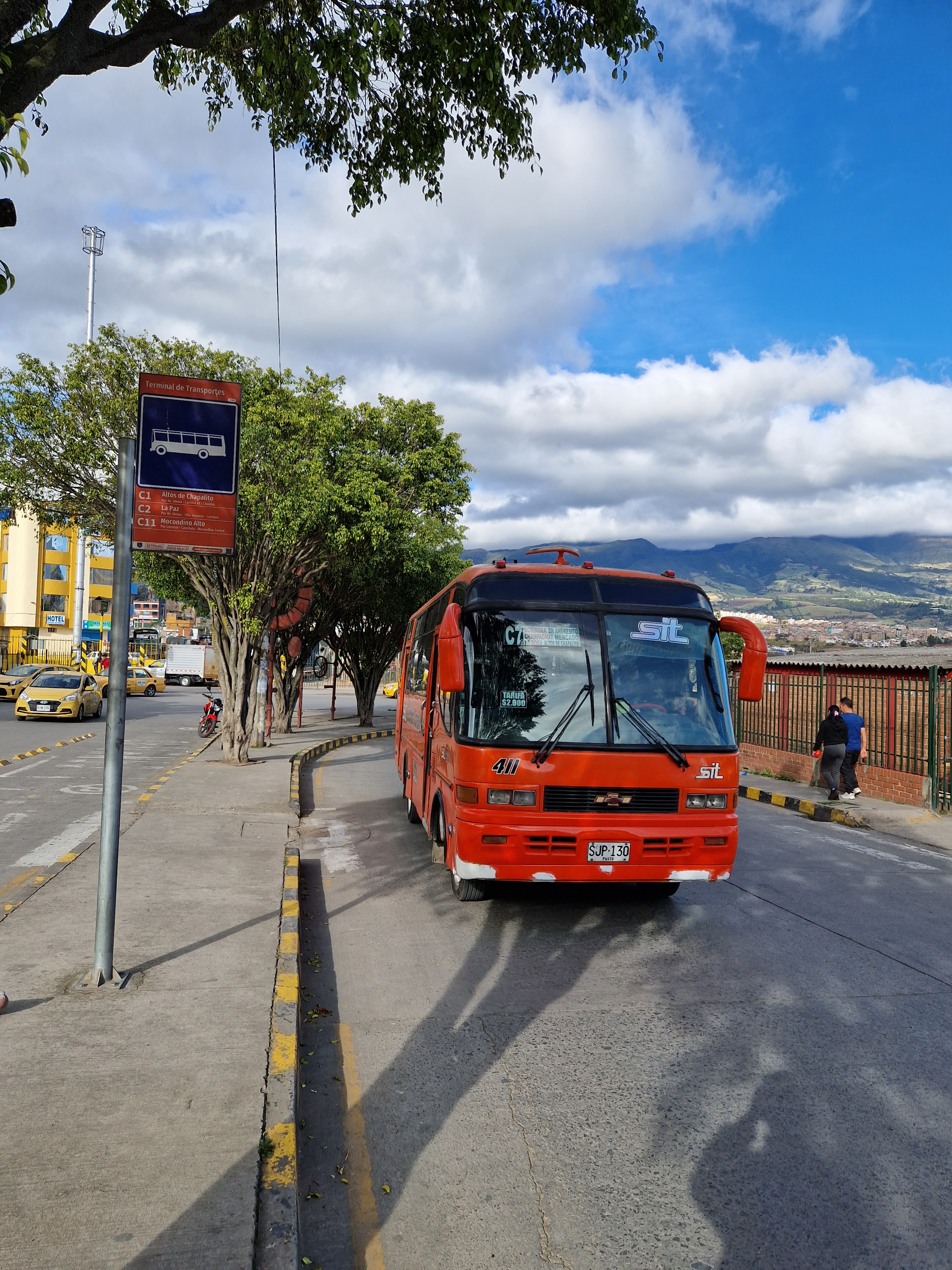
Haltestelle Terminal de Pasto